# Эйду
 Эйду (маньчж. ᡝᡳᡩᡠ, кит. трад. 額亦都; 1562—1621) — маньчжурский военачальник из клана Нёхуру, ближайший сподвижник Нурхаци.

## Биография
Представитель маньчжурского рода Нёхуру. Его дед основал дом в долине горного хребта Yengge, который образовал самый восточный отрог гор Чанбай, в юго-восточной части современной провинции Гирин.
Родители Эйду были убиты во время межродовой вражды, когда он был очень молод, он успел спастись бегством. В возрасте 12 лет Эйду отомстил, убив убийцу своих родителей, после чего бежал под защиту своей тетки, которая была замужем за вождем крепости Гиямуху. Здесь он стал близким другом сына вождя, Гахасана Хашу, который позднее женился на сестре Нурхаци.
В 1580 году Нурхаци, которому тогда был двадцать один год, прибыл в Гиямуху и остановился в доме вождя. 18-летний Эйду был настолько впечатлен его лидерским качествами и присоединился к Нурхаци, оставаясь его близким другом более сорока лет.
В 1583 году Эйду участвовал в военных походах Нурхаци и показал себя способным бойцом. Через четыре года он захватил город Барда и получил от Нурхаци титул «батуру». После длительной и успешной военной карьеры Эйду был включен в Желтое знамя в 1615 году, став одним из пяти главных сановников при дворе Нурхаци в следующем году. В 1617 году Эйду участвовал в захвате ряда китайских крепостей. В 1619 году он находился в авангарде маньчжурской армии Нурхаци, действовавшей против трех армий минского полководца Ян Хао. В награду за свои заслуги Эйду получил в жены сестре Нурхаци.
Второй сын Эйду, Даки, был воспитан при ханском дворе и женился на пятой дочери Нурхаци. Когда Даки выступил против сыновей Нурхаци, Эйду предал его смерти, что побудило Нурхаци назвать Эйду своим самым патриотическим офицером.
Эйду скончался в 1621 году. В 1634 году ему посмертно был дан титул, который унаследовал его шестнадцатый сын Эбилунь. В 1636 году Эйду посмертно был присвоен наследственный более высокий титул. Гробница Эйду было перенесена в место, близкое к могиле самого Нурхаци.
У Эйду было шестнадцать сыновей, среди которых самыми известными были младший, Эбилунь (? — 1673), и восьмой, Тургей (1594—1645), который принимал участие во многих военных кампаниях во время правления второго цинского императора Абахая и был высоко оценен за свою храбрость. Среди внуков Эйду наиболее знаменит Сентай (? — 1655), который занимал пост великого секретаря в 1651 году и получил титул, командуя маньчжурской армией в боях против минских войск в провинции Хунань. Многие другие потомки Эйду занимали ответственные посты на протяжении все периода Цинской империи.